# Ват Пном
Ват Пном (кхмер. វត្តភ្នំ; «Храм-гора») — буддийский монастырь в Пномпене, Камбоджа. Основан в 1373 г.. Возвышаясь на 27 метров над землей, Ват Пном является самым высоким религиозным зданием города.

## История
По легенде, богатая вдова Пень («бабушка Пень», по-кхмерски «Даун Пень») нашла большое дерево коки в реке. Внутри дерева были четыре бронзовые статуи Будды. Пень построила небольшой храм на искусственном холме, чтобы защитить священные статуи. В конце концов это стало священным местом, куда люди стали приходить молиться.
В 1437 году после постройки нового королевского дворца король Понхея Ят приказал увеличить высоту холма. Ступа к западу от святилища содержит прах короля и его семьи.

## Архитектура
Храм перестраивался несколько раз в XIX столетии, последний раз в 1926 году. Внутри есть центральный алтарь с большим сидящим бронзовым Буддой в окружении других статуй. Стены покрыты росписями, повествующими о предыдущих перевоплощениях Будды до его просветления. В юго-западном углу расположено небольшое святилище, посвящённое бабушке Пень.